# Cadmiumstearat
Cadmiumstearat ist eine chemische Verbindung aus der Gruppe der Cadmiumverbindungen und Fettsäuresalze.

## Eigenschaften
Cadmiumstearat ist das Cadmiumsalz der Stearinsäure. Es ist ein weißes fettiges Pulver, welches nahezu unlöslich in Wasser ist. Bei starker Erhitzung der Verbindung zersetzt es sich, wobei unter anderem auch Cadmiumoxid entsteht.

## Verwendung
Cadmiumstearat wurde als Kunststoffstabilisator eingesetzt und schützte neben analogen Barium-, Blei- und Kupfersalzen PVC und andere Kunststoffe gegen Lichteinflüsse. Es sorgt für dauerhafte Transparenz und bewirkt gleichzeitig Verbesserung der Wetterbeständigkeit. Wegen der Giftigkeit von Cadmium werden heute Ersatzstoffe dafür eingesetzt.